# António de Azevedo Melo e Carvalho
António de Azevedo Melo e Carvalho CvC • GCSE • ComNSC (Penafiel, Lagares, 9 de Março/11 de Maio de 1795 — Lisboa, 20 de Fevereiro de 1862) foi um político português ligado à corrente do cabralismo que, entre outros cargos, foi Ministro da Justiça entre 24 de Fevereiro e 14 de Setembro de 1842 e depois Secretário de Estado dos Negócios Interiores do Reino, ou seja Ministro do Reino, de 22 de Agosto de 1847 a 18 de Dezembro de 1847, após a remodelação ministerial que resultou da assinatura da Convenção de Gramido. Foi um dos vogais da Comissão para a Edificação do Monumento aos Heróis da Restauração, criada em 1867, que levou à erecção do monumento hoje existente na Praça dos Restauradores, em Lisboa.

## Família
Filho de Bernardo José de Azevedo e Melo, Bacharel formado em Direito pela Faculdade de Direito da Universidade de Coimbra, Fidalgo Cavaleiro da Casa Real, Jurisconsulto, Juiz de Fora e Corregedor, e de sua mulher Joana Margarida Pereira de Baeça Veloso de Barbosa. Irmão de Marcelino Máximo de Azevedo e Melo (Penafiel, Lagares, 10 de Janeiro de 1794 - Porto, 13 de Julho de 1853), de Joana Júlia (8 de Dezembro de 1800 - ?), falecida nova, solteira e sem geração, e Joaquim António (19 de Fevereiro de 1806 - ?), Fidalgo Cavaleiro da Casa Real, Abade de São Vicente de Sousa, Cónego Honorário da Sé de Braga, Capelão da Casa Real, Cavaleiro da Ordem de Nossa Senhora da Conceição de Vila Viçosa e da Ordem Militar de Cristo. A família pertencia à antiga aristocracia, estando ligada à Casa de Azevedo.

## Biografia
Destinado a seguir a mesma carreira que seu pai, formou-se em Direito pela Faculdade de Direito da Universidade de Coimbra em 1817, ingressando de imediato na magistratura como Juiz de Fora de Caminha. Em 1819 partiu para o Brasil onde prosseguiu a sua carreira, tendo alcançado o lugar de Ouvidor-Geral e Corregedor de Sabará, em Minas Gerais.
Regressou a Portugal com a independência do Brasil. Após a vitória liberal, foi nomeado em 1833 Juiz da Alfândega de Lisboa, transitando no ano seguinte para Juiz Desembargador do Tribunal da Relação de Lisboa, a que presidiu entre 1839 e 1844, ano em que se demitiu do cargo. Entretanto, em 1838 foi eleito Senador pelo Círculo Eleitoral de Viana do Castelo, exercendo o cargo nas legislaturas de 1838-1840 e 1840-1842. Ligado ao cabralismo, foi Ministro dos Negócios Eclesiásticos e da Justiça entre 24 de Fevereiro e 14 de Setembro de 1842.
Durante este período no Parlamento, fez parte das Comissões Parlamentares de Legislação e de Infracções, tendo uma participação parlamentar significativa e moderadora.
Nas eleições de Junho de 1842, para a legislatura de 1842-1845, conseguiu ser eleito por diversos círculos nortenhos, optando por ser deputado pelo círculo do Douro. Nesta legislatura integrou a Comissão Parlamentar de Justiça, dedicando-se a questões relacionadas com a magistratura e à defesa da criação em Portugal de um sistema de penitenciárias. Também se opôs às deportações sumárias e confiscos que o Governo executou ao abrigo das leis de excepção aprovadas para combater os motins de 1844.
Em 1846, tal como o seu irmão, foi um dos apoiantes do Duque de Saldanha no golpe palaciano que ficou conhecida pela Emboscada, o que ainda o aproximou mais de Costa Cabral.
Mantendo o seu apoio a Costa Cabral, após a assinatura da Convenção de Gramido foi nomeado Ministro do Reino, exercendo aquele cargo entre 22 de Agosto de 1847 e 18 de Dezembro de 1847. Naquele mesmo ano reingressou na magistratura, desta feita como Juiz Conselheiro do Supremo Tribunal de Justiça, cargo que manteria até falecer.
Em 1851 foi novamente um dos apoiantes de João Oliveira e Daun, Duque de Saldanha no lançamento do movimento da Regeneração, escrevendo um opúsculo em sua defesa. Nas eleições de Novembro daquele ano foi eleito deputado por Penafiel, sendo reeleito por aquele círculo para as legislaturas de 1853-1856, 1856 e 1857-1858, mantendo-se sempre nas comissões ligadas à área da Justiça.
Apesar de ter apoiado o início da Regeneração, em 1853 já estava em oposição ao governo, criticando as medidas financeiras de Fontes Pereira de Melo, posição a que não será alheia a sua ligação ao Banco de Portugal, do qual fora presidente da assembleia geral de accionistas em 1846 e membro da comissão fiscal (para além da instituição ter sido fundada por autorização ministerial do seu irmão Marcelino Máximo de Azevedo e Melo). Passou então a ser marginalizado na Câmara dos Deputados.
Foi nomeado presidente da comissão de jurisconsultos encarregada de rever o Código Penal, a qual terminou os seus trabalhos em 1861. Nesse mesmo ano, a 17 de Maio, o rei D. Pedro V de Portugal elevou-o a Par do Reino e agraciou-o com a Ordem Militar de Sant'Iago da Espada. Na Câmara dos Pares, fez parte das Comissões Parlamentares relacionadas com a Justiça e com a Administração Pública, voltando à defesa da criação de penitenciárias.
Para além de Grã-Cruz da Ordem Militar de Sant'Iago da Espada, foi Comendador da Ordem de Nossa Senhora da Conceição de Vila Viçosa e Cavaleiro da Ordem Militar de Cristo, e Ministro de Estado Honorário.
Publicou múltiplos discursos parlamentares e opúsculos políticos e uma biografia do seu irmão intitulada Biografia do Visconde de Oliveira e par do Reino Marcelino Máximo de Azevedo e Melo.
Casou com sua prima-irmã Alexandrina Adelaide Pereira de Baeça Veloso de Barbosa, sem geração.

### A Portaria de 8 de Novembro de 1847
António de Azevedo Melo e Carvalho notabilizou-se pela emissão da Portaria de 8 de Novembro de 1847, que determinou que em todos os concelhos as respectivas Câmaras Municipais elaborassem um  livro especial, denominado "Anais do Município", no qual registariam os acontecimentos e factos mais importantes que ocorrerem, e cuja memória seja digna de conservar-se; as descobertas de riquezas, substâncias e combustíveis minerais; o aumento ou diminuição da produção agrícola e as causas; a longevidade das pessoas de que houver notícia, com a declaração do modo de vida que tiverem e do alimento habitual; as acções generosas e os nomes de seus autores, que mereçam ser transmitidas às gerações futuras; e, finalmente, tudo quanto possa interessar às gerações futuras. Para cumprir esta determinação, cada Câmara Municipal deveria nomear uma comissão que todos os anos, e no princípio do mês de Março registasse em letra bem legível no referido livro todos os eventos que considerasse relevantes para a histórioa do concelho.